# Diplopogon setaceus
Diplopogon es un género monotípico de plantas herbáceas perteneciente a la familia de las poáceas. Contiene una especie: Diplopogon setaceus R.Br.  Es natural de Australasia
Algunos autores lo incluyen dentro del género Amphipogon.

## Descripción
Es una planta perenne, cespitosa. Con culmos de 30-60 cm de alto, herbácea, sin ramificar arriba. Nodos de culmos glabros. Hojas no auriculadas. Láminas foliares angostas;  sin venación cruzada; persistentes. Lígula con una franja de pelos.  Las plantas bisexuales, con espiguillas bisexuales; hermafroditas con floretes. Las espiguillas de las distintas formas en la misma planta; hermafroditas y estériles; abiertamente heteromórficos (las espiguillas estériles reducidas a brácteas). La inflorescencia paniculada.

## Taxonomía
Diplopogon setaceus fue descrita por Robert Brown y publicado en Prodromus Florae Novae Hollandiae 176. 1810.
Etimología
Diplopogon: nombre genérico compuesto de las palabras diplo = "doble" y pogon = "barba".
setaceus: epíteto latín que significa "con cerdas".
Sinonimia
- Amphipogon setaceus (R.Br.) T.D.Macfarl.
- Dipogonia setacea P.Beauv.[5]